# Phyllodes achysis
Phyllodes achysis là một loài bướm đêm trong họ Noctuidae.